# Ceroxylon
Genre
Classification phylogénétique
Espèces de rang inférieur
Le Céroxyle, Ceroxylon, est un genre de plantes de la famille des palmiers ou arécacées. Il comprend des espèces dioïques, de taille moyenne à grande.

## Classification
- Sous-famille des Ceroxyloideae
  - Tribu des Ceroxyleae

Ce genre partage sa tribu avec les genres suivant : Juania, Oraniopsis et  Ravenea  .

## Description
- Les stipes sont solitaires, lisses et atteignent des tailles variables. Certains peuvent atteindre jusqu'à 60 mètres. Ils sont souvent blancs et encerclés d'anneaux noirs, formés par la cicatrice des feuilles. Ils sont souvent plus épais au niveau du milieu du tronc.
- Les feuilles sont pennées et divisées en segments réguliers. Les segments sont insérés régulièrement dans un plan, avant de devenir pendants aux extrémités, ou, parfois, insérées dans des plans différents.
- L’inflorescence prend naissance entre les feuilles, elle se ramifie de deux à quatre fois, avec des bractées persistantes.
- Les fruits sont petits, ronds, lisses ou rugueux, verts, mais tournant au rouge à maturité. La graîne est globuleuse.

## Habitat et milieu
Leur habitat naturel se trouve en Amérique du Sud. Les espèces se rencontrent exclusivement dans les zones montagneuses et tropicales. 15 espèces poussent dans les Andes, du Venezuela à la Bolivie, et en Équateur, dans une zone allant de 900 à 3500 mètres.
Leur rusticité est relativement bonne. Certaines espèces pouvant supporter des températures très légèrement négatives.

## Liste des espèces
Le genre comprend actuellement 13 espèces selon Plants of the World online (POWO) (10 sept 2023):
- Ceroxylon alpinum Bonpl. ex DC., Bull. Sci. Soc. Philom. Paris 3: 239 (1804).
- Ceroxylon amazonicum Galeano, Caldasia 17: 398 (1995).
- Ceroxylon ceriferum (H.Karst.) Pittier, Bol. Ci. Technol. 1: 10 (1926).
- Ceroxylon echinulatum Galeano, Caldasia 17: 399 (1995).
- Ceroxylon parvifrons (Engel) H.Wendl. in O.C.E.de Kerchove de Denterghem, Palmiers: 239 (1878).
- Ceroxylon parvum Galeano, Caldasia 17: 403 (1995).
- Ceroxylon peruvianum Galeano, Sanín & K.Mejia in Revista Peru. Biol. 15(Supl. 1): 65 (2008)
- Ceroxylon pityrophyllum (Mart.) Mart. ex H.Wendl.  in O.C.E.de Kerchove de Denterghem, Palmiers: 239 (1878)
- Ceroxylon quindiuense (H.Karst.) H.Wendl., Bonplandia (Hannover) 8: 70 (1860).
- Ceroxylon sasaimae Galeano, Caldasia 17: 404 (1995).
- Ceroxylon ventricosum Burret, Notizbl. Bot. Gart. Berlin-Dahlem 10: 847 (1929).
- Ceroxylon vogelianum (Engel) H.Wendl. in O.C.E.de Kerchove de Denterghem, Palmiers: 239 (1878).
- Ceroxylon weberbaueri Burret, Notizbl. Bot. Gart. Berlin-Dahlem 10: 848 (1929).

Espèces menacées, selon la Liste rouge de l'UICN.
- Ceroxylon alpinum EN B1+2c ver 2.3 (1994)
- Ceroxylon amazonicum EN A4c ver 3.1 (2001)
- Ceroxylon echinulatum VU A4cd; D2 ver 3.1 (2001)
- Ceroxylon quindiuense VU B1+2c ver 2.3 (1994)
- Ceroxylon sasaimae CR B1+2c ver 2.3 (1994)